# Edward M. Wu
Edward Ming-Chi Wu (* 30. September 1938; † 3. Juni 2009) war ein US-amerikanischer Ingenieur. Er ist vor allem durch das von ihm und Stephen W. Tsai entwickelte Tsai-Wu-Kriterium bekannt.

## Leben und Forschung
Wu arbeitete unter anderem an der Washington University in St. Louis, Missouri, dem Lawrence Livermore National Laboratory der University of California sowie an der Naval Postgraduate School im Department of Aeronautics and Astronautics in Monterey.
In der Forschung steht Wu zusammen mit Stephen W. Tsai heute für das weitverbreitetste Festigkeitskriterium für Faser-Kunststoff-Verbunde, kurz Tsai-Wu-Kriterium genannt. Es ist in einem Großteil aller weltweit verfügbaren Berechnungsprogramme zur Bauteilauslegung mit diesen Werkstoffen implementiert. Ein Vorteil ist die mathematisch einfache Polynom-Formulierung des Kriteriums sowie die Möglichkeit, das Kriterium an unterschiedliche Versuchsergebnisse anzupassen. Nachteilig ist jedoch, dass die Unterscheidung der grundsätzlichen Versagenstypen Faserbruch (Fb) und Zwischenfaserbruch (Zfb) trotz einiger Deutungen in der Literatur nicht möglich ist. Schwierigkeiten bereiten außerdem der Interaktionskoeffizient {\displaystyle F_{12}^{*}} sowie die Überschätzung der Druckfestigkeit.
Einen Vergleich mit anderen Festigkeitskriterien für Faser-Kunststoff-Verbunde kann man in der umfangreichen World-Wide Failure Exercise nachlesen.

## Werke (Auswahl)
Aufsätze
- A General Theory of Strength for Anisotropic Materials. In: Journal of Composite Materials, Vol. 5 (1971), Heft 1, S. 58–80.

Bücher
- Mike J. Hinton, Abdul-Salam Kaddour, Peter D. Soden (Hrsg.): Failure Criteria In Fibre Reinforced Polymer Composites. The World-Wide Failure Exercise. Elsevier, Amsterdam 2004, ISBN 0-08-044475-X.